# Syma
Syma es un género de aves coraciformes perteneciente a la familia Halcyonidae, cuyos miembros viven en Australasia; uno de sus miembros, el alción montano, está presente en Nueva Guinea mientras que el alción torotoro además se encuentra en el pequeñas islas cercanas y el extremo norte de Queensland, Australia.

## Especies
El género contiene dos especies:
- Syma torotoro - alción torotoro;
- Syma megarhyncha - alción montano.